# Al-Lat
Al-Lat (arab. ‏اللات‎), Alilat (stgr. Ἀλιλάτ) – bogini z okresu przedislamskiego (dżahilijji) czczona w północnej i środkowej Arabii, zaliczana do najważniejszych bóstw w mitologii Arabów.

## Pochodzenie i kult
Uważana za jedną z trzech córek boga Allaha, była uosobieniem ziemi. Przypisywano jej także związek ze słońcem, księżycem i planetą Wenus. Kult jej poświadczony jest w połowie V wieku p.n.e. przez Herodota, w którego Dziejach występuje jako Alilat (Ἀλιλάτ) (I 131; III 8), będąca postacią greckiej Afrodyty-Uranii. Zwłaszcza w At-Ta’if koło Mekki oddawano jej cześć pod postacią betyla z białego granitu, adorowanego szczególnie przez kobiety, co pozwala przypuszczać, iż łączono ją z kategorią bogiń-matek. Ugruntowany kult bogini stwierdzono w syryjskiej Palmyrze, w istnieniu datowanej na pocz. I-II w. n.e. świątyni położonej w zachodniej części miasta.

## Ikonografia
Najczęściej przedstawiana w naturalnej postaci kobiecej z atrybutem postaci lwa (lub ich pary), których wyobrażenia odkryto m.in. w Palmyrze. W okresie hellenistycznym i rzymskim wyraźnie jednak utożsamiona z Ateną, od której przejęła typowe cechy ikonograficzne (hełm, tarczę i włócznię). Będący kopią Ateny Partenos Fidiasza, kolosalny (wys. ok. 3 m) posąg bogini pochodzący z II wieku n.e., odkryli polscy archeologowie (1975) w rzymskiej celli sanktuarium Allat podczas wykopalisk prowadzonych w Palmyrze.

## W masowej kulturze współczesnej
Miano to występuje w fikcyjnym Uniwersum Diuny stworzonym przez pisarza Franka Herberta, gdzie Al-Lat jest nazwą „pierwotnego słońca ludzkości”, umownie przenoszoną na słońce każdej zamieszkałej planety.